# Кольцо Огня
«Кольцо огня» (L'anello di fuoco) — первая книга тетралогии «Century», созданная популярным итальянским фантастом  Пьердоменико Баккаларио, автором более 10 книг, получивших признание во многих странах мира. Книга впервые была опубликована в 2006 году.